# 2MASS J05184616-2756457
2MASS J05184616-2756457 ist ein Brauner Zwerg im Sternbild Taube. Er wurde 2007 von Kelle L. Cruz et al. entdeckt.
Er gehört der Spektralklasse L0 an.